# Lac Malartic
Lac Malartic är en sjö i Kanada.   Den ligger i regionen Abitibi-Témiscamingue och provinsen Québec, i den sydöstra delen av landet, 400 km nordväst om huvudstaden Ottawa. Lac Malartic ligger 292 meter över havet.
Runt Lac Malartic är det glesbefolkat, med 18 invånare per kvadratkilometer.